# 4% filmová tajemství
4% filmová tajemství (The Celluloid Closet) je americký dokumentární film z roku 1996, který režírovali Rob Epstein a Jeffrey Friedman podle stejnojmenné knihy Vitta Russa z roku 1981. Dokument zachycuje vývoj v zobrazování LGBT osob od počátků do 90. let. Ve filmu se střídají filmové ukázky s vyprávěním filmařů – herců, scenáristů a režisérů jako např. Tony Curtis, Whoopi Goldbergová, Harvey Fierstein, Gore Vidal, Shirley MacLaine, Tom Hanks, John Schlesinger, Susan Sarandonová aj.

## Seznam zmiňovaných filmů
- 48 hodin (1982)
- Algie the Miner (1912)
- The Broadway Melody (1929)
- Butch Cassidy a Sundance Kid (1969)
- Ben Hur (1959)
- Caged (1950)
- Calamity Jane (1953)
- Ctitel (1981)
- Červená řeka (1948)
- Čokoládová válka (1988)
- Dámská jízda (1995)
- Detektiv (1968)
- Dětská hodinka (1961)
- Dickson Experimental Sound Film (1895)
- Divoška (1932)
- Dobrodružství Priscilly, královny pouště (1994)
- Draculova dcera (1936)
- Důstojník a džentlmen (1982)
- Edward II (1991)
- Fame (1936)
- A Florida Enchantment (1914)
- Frankensteinova nevěsta (1935)
- Freebie and the Bean (1974)
- Gilda (1946)
- Hlad (1983)
- The Hours and Times (1991)
- Hra na pláč (1992)
- Chaplin ve filmovém ateliéru (1916)
- Jak vraždili sestru Charlie (1968)
- Jed (1991)
- Jiná země (1984)
- Johnny Guitar (1954)
- Kabaret (1972)
- Klec bláznů (1978)
- Kluci z party (1970)
- Kočka na rozpálené plechové střeše (1958)
- Konkurenti (1992)
- Královna Kristýna (1933)
- Křížový výslech (1947)
- Ladies They Talk About (1933)
- Lak na vlasy (1988)
- Leopardí žena (1938)
- Lianna (1983)
- Lišák (1967)
- The Living End (1992)
- Lover Come Back (1961)
- Making Love (1982)
- Malá ryba taky ryba (1994)
- Maltézský sokol (1941)
- Manslaughter (1922)
- Maroko (1930)
- Mé soukromé Idaho (1991)
- Mizerná neděle (1971)
- Mladík s trumpetou (1950)
- Mlčení jehňátek (1991)
- Moje tělesná stráž (1980)
- Mrs. Doubtfire – Táta v sukni (1993)
- Mrtvá a živá (1940)
- Mučivá láska (1988)
- My Beautiful Laundrette (1985)
- Mycí linka (1976)
- Myrt and Marge (1933)
- Na lovu (1980)
- Na opuštěném místě (1950)
- Někdo to rád horké (1959)
- Noční rozhovor (1959)
- Noční směna (1982)
- North Dallas Forty (1979)
- Oběť (1961)
- Our Betters (1933)
- Páni mají radši blondýnky (1953)
- Páni v cylindrech (1935)
- Parting Glances (1986)
- Partneři (1982)
- Personal Best (1982)
- Philadelphia (1993)
- Pohled z mostu (1962)
- Pouštní srdce (1985)
- Prachy (1992)
- Propastný rozdíl (1981)
- Provaz (1948)
- Příští stanice Greenwich Village (1976)
- Půlnoční expres (1978)
- Purpurová barva (1985)
- Rada a souhlas (1962)
- Rebel bez příčiny (1955)
- Repo Man (1984)
- Seminaristé (1985)
- Seržant (1968)
- Silkwoodová (1983)
- Smažená zelená rajčata (1991)
- Smrtící atrakce (1989)
- Sni svůj krátký sen (1989)
- Spartakus (1960)
- Společník na dlouhé tratě (1990)
- Suddenly, Last Summer (1959)
- Svatební hostina (1993)
- Swoon (1992)
- Školák vlkodlak (1985)
- Špindírové (1923)
- Tančící Venuše (1933)
- Tarzan a jeho družka (1934)
- Tea and Sympathy (1956)
- Their First Mistake (1932)
- Thelma a Louise (1991)
- Thunderbolt a Lightfoot (1974)
- Vanishing Point (1971)
- Veselý rozvod (1934)
- Viktor, Viktorie (1982)
- Walk on the Wild Side (1962)
- A Wanderer of the West (1927)
- The Warriors (1979)
- Windows (1980)
- Wings (1927)
- Wonder Bar (1934)
- Základní instinkt (1992)
- Zběsilost v srdci (1990)
- Ztracený víkend (1945)